# Albericus gudrunae
Albericus gudrunae е вид земноводно от семейство Microhylidae.

## Разпространение
Видът е разпространен в Папуа Нова Гвинея.